# CETA
Il CETA (in inglese Comprehensive Economic and Trade Agreement, letteralmente "Accordo economico e commerciale globale") è un trattato internazionale che sancisce un accordo commerciale di libero scambio tra Canada e Unione europea. Il trattato è entrato in vigore, seppur in forma provvisoria, il 21 settembre 2017, ha permesso la riduzione del 99% dei dazi preesistenti tra gli stati membri dell'UE e il Canada.

## Storia
I negoziati che hanno portato al CETA sono durati cinque anni, dal 2009 al 2014; gli Stati dell'UE e i membri del Parlamento europeo hanno ricevuto il 5 agosto 2014 il testo completo, che è stato quindi reso pubblico in un summit UE-Canada il 26 agosto successivo. Il 29 febbraio 2016 la Commissione europea e il Canada hanno annunciato di aver terminato la revisione legale della versione originale, in inglese, dell'accordo, che è stato quindi firmato a Bruxelles il 30 ottobre 2016 (in ritardo di tre giorni rispetto alla data inizialmente prevista, il 27 ottobre, a causa di forti opposizioni al trattato euro-canadese da parte della Vallonia nei giorni antecedenti la firma dell'accordo).
Per l'Unione europea il trattato è stato approvato dal Parlamento europeo il 15 febbraio 2017, con 408 voti favorevoli, 254 contrari e 33 astenuti; hanno votato a favore i tre principali gruppi (PPE, S&D e ALDE) e i Conservatori, mentre hanno votato contro l'Europa delle Nazioni e della Libertà, l'Europa della Libertà e della Democrazia Diretta, oltre a Verdi/ALE, GUE/NGL e alcuni parlamentari dei S&D.
Il CETA è entrato in vigore il 21 settembre 2017, inizialmente - in via provvisoria - solo nelle sue parti fondamentali. Come stabilito infatti il 5 luglio 2016 dalla Commissione europea, si tratta di un cosiddetto mixed agreement, e deve essere comunque ratificato dai parlamenti nazionali dei 27 Stati membri e di alcuni regionali, per un totale di 38 assemblee, per poter entrare pienamente in vigore. Il 17 gennaio 2018 tuttavia, il commissario europeo Pierre Moscovici in audizione nella commissione per gli affari esteri dell'Assemblea nazionale francese ha dichiarato che anche se un parlamento nazionale o regionale dell'UE dovesse votare contro la ratifica del trattato, il CETA resterebbe comunque in vigore nella sua forma attuale e provvisoria, come già accade dal 21 settembre 2017.

## Contenuto
Il principale effetto del CETA è l'eliminazione di gran parte delle tariffe doganali tra Unione europea e Canada (il 99% delle barriere tariffarie tra le parti).
Tra le altre disposizioni previste ci sono:
- la possibilità per le imprese europee e canadesi di partecipare alle rispettive gare di appalto pubbliche;[4]
- il riconoscimento reciproco di alcune professioni, come architetto, ingegnere e commercialista;[7]
- l'adeguamento del Canada alle norme europee in materia di diritto d'autore;[7]
- la tutela del marchio di alcuni prodotti agricoli e alimentari tipici (clausola fortemente richiesta dagli agricoltori europei e una delle parti più lunghe e difficili del negoziato).[4] Il CETA infatti prevede il riconoscimento, da parte del Canada, di 143 Indicazioni Geografiche (di cui 41 prodotti italiani[16]).

## Vantaggi apportati
L'entrata in vigore del trattato ha portato ad un incremento del 12,6% delle esportazioni verso il Canada nei primi cinque mesi del 2019.